# Oftalmoplegia
In medicina, per oftalmoplegia si intende una paralisi della muscolatura estrinseca o intrinseca del bulbo oculare che impedisce i movimenti del bulbo stesso, compresi quelli involontari dell'accomodazione. È dovuta a traumi, mancanza della tiamina (vitamina B1), affezioni di origine infiammatoria, botulismo, lesioni vascolari, miopatie o tumori.

## Cause
L'oftalmoparesi può derivare da disturbi di varie parti dell'occhio e del sistema nervoso come:
- Infezione degli annessi oculari: l'oftalmoplegia è un risultato importante nella cellulite orbitale.[2]
- L'orbita dell'occhio, comprese le restrizioni meccaniche del movimento oculare, come nella malattia di Graves.
- Il muscolo, come nell'oftalmoplegia esterna progressiva o nella sindrome di Kearns-Sayre.
- La giunzione neuromuscolare, come nella miastenia grave.
- I nervi cranici rilevanti (in particolare quelli oculomotori, trocleari e addotti), come nella sindrome del seno cavernoso o aumento della pressione intracranica.
- I nuclei del tronco cerebrale di questi nervi, come in alcuni schemi di ictus cerebrale come la sindrome di Foville.
- Tratti di sostanza bianca che collegano questi nuclei, come nell'oftalmoplegia internucleare, una scoperta occasionale nella sclerosi multipla.
- Strutture del mesencefalo dorsale, come nella sindrome di Parinaud.
- Alcune parti della corteccia cerebrale (compresi i campi oculari frontali), come in ictus.
- La carenza di tiamina può causare oftalmoparesi in soggetti sensibili; questo fa parte della sindrome chiamata encefalopatia di Wernicke. Il percorso causale con cui ciò accade non è noto. L'intossicazione con alcune sostanze, come la fenitoina, può anche causare oftalmoparesi.